# ルイ・エモン
ルイ・エモン（フランス語:Louis Hémon、1880年10月12日 - 1913年7月8日）は、フランス共和国ブレスト出身の小説家。
1913年7月8日、カナダのシャプローの停車場で急行列車に追突し事故死を遂げた。ルイ・エモンが亡くなった1年後の1914年、ケベック州ペリボンカでの生活をもとに、開拓者の娘マリア・シャプドレーヌと3人の若者の悲恋を描いた 『白き処女地（Maria Chapdelaine）』（1913年） が刊行され、これが彼の代表作として知られている。
また、1934年には、『白き処女地 (映画)』としてフランスの映画監督ジュリアン・デュヴィヴィエによって映画化され、主人公のマリアを同国の女優マドレーヌ・ルノーが演じた。他、1950年にはミシェル・モルガン主演でフランスの映画監督マルク・アルグレによって、1983年にはキャロル・ロール主演でカナダの映画監督ジル・カールによって同名のタイトルで映画化されている。

## 生涯
1880年10月12日、フランスフィニステール県のブレストに生まれる。
1903年にイギリスへ渡り、ロンドンでジャーナリストとして8年間過ごした。1911年にはカナダへ渡り、ケベック州のモントリオールを経てペリボンカの森林地帯で木こり達と共に労働者として働いた。この体験をもとに代表作である『白き処女地』を執筆したが、1913年7月8日に急行列車に轢かれてしまい、満32歳で不慮の死を遂げてしまった。
ルイ・エモンの死後、『白き処女地』はフランスパリの新聞『ル・タン』で部分的に掲載され、1916年にカナダで出版されたが、写実性が強かったためか当時のフランス系カナダ人には不評であった。1921年には再びパリで出版され、これを機にルイ・エモンの名が知られるようになり、たちまち『白い処女地』が各言語に翻訳されるようになった。

## 主な作品
邦題については下記の参考文献を参照、邦訳がある作品については付記する。
- 1914年、『白き処女地（Maria Chapdelaine）』 - 山内義雄訳『白き処女地』（新潮文庫、1954年）、窪田般彌訳『白き処女地』（偕成社、1966年）、小池昌代訳『森の娘マリア・シャプドレーヌ』（岩波書店、2005年）
- 1923年、『ここに美女あり（La Belle que voilà）』
- 1924年、『コリン＝マイヤード（Colin-Maillard）』 - 山内義雄は『コラン・マイヤール』と訳している。
- 1926年、『拳闘家パトリング・マローン（Battling Malone, pugiliste）』
- 1950年、『リポワ氏と復讐の女神（Monsieur Ripois et la Némésis）』 - 山内義雄は『リポワ氏とネメジス』と訳している。